# Редни број
Редни број је реч која означава редослед, на пример први, други, трећи, сто педесети, милионити, двеста седамдесет пет хиљада осамсто тридесет седми. У сваком језику и свакој култури постоји разлика између две врсте бројева; број који означава количину од броја који означава редослед. Тако се разликује пет као количина од пети као редни број.
Када се редни број пише цифрама тада се иза броја додаје тачка да би се разликовало од обичног броја: 13. страна, 25. август, 3. спрат. Међутим, редни број се понекад може писати и римским бројевима, али се тада пише без тачке: Александар II Карађорђевић, XIV век, VIII група хемијских елемената.
У теорији скупова су број који означава количину и редослед називају кардинални и ординални број.